# Македонско дружество (1885)
Македонското дружество е българска организация, основана в Пловдив в началото на 1885 година с цел подпомагане българското население в Македония, останала под османска власт след 1878 година.

## История
Дружеството е основано в Пловдив през януари 1885 година с председател Георги Калатинов, лекар от Струмица, депутат в Областното събрание на Източна Румелия. Дружеството има за цел да събира помощи за Македония. Дейци, свързани с дружеството, начело с Иван Стефанов Гешов изработват проект за издаване на брошура и вестник на френски език, който да запознава Европа с положението на българите в Македония. От втората половина на април започва да излиза вестникът „Еко де Балкан“.